# Max Baissette de Malglaive
Pour les articles homonymes, voir Baissette et Malglaive.
Max Baissette de Malglaive est un acteur français. Il s'est fait connaître principalement grâce à son rôle dans le film Versailles de Pierre Schoeller, mais aussi dans celui de L'Immortel de Richard Berry. C'est le filleul de Véronique de Villèle.

## Biographie
Rescapé d'une leucémie précoce, il décroche son premier rôle à huit ans, aux côtés de Guillaume Depardieu dans le film Versailles de Pierre Schoeller, sorti au cinéma en 2008. Il se fait alors remarquer et tourne l'année suivante dans le film Mensch de Steve Suissa. En 2009, il est sollicité par Richard Berry pour jouer aux côtés de Jean Reno dans L'Immortel. Un an après, il tourne dans Case départ de Lionel Steketee auprès des humoristes et acteurs Thomas N'Gijol et Fabrice Éboué.

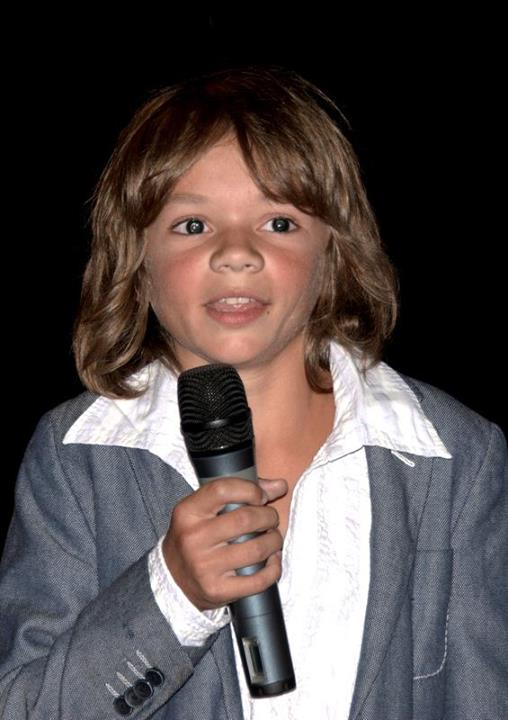
Max Baissette de Malglaive en 2013.

De 2012 à 2016, il étudie au Lycée Montaigne.
En 2018, il décroche un rôle dans Monsieur je-sais-tout auprès d'Arnaud Ducret, il interprète un garçon autiste atteint du syndrome d'Asperger.
En 2023, il fait partie de la troupe théâtrale de Vincent Macaigne qui crée à la maison de la culture de Bobigny (MC93), une adaptation très libre de Richard III de Shakespeare, "Avant la Terreur".

## Filmographie

### Cinéma
- 2008 : Versailles de Pierre Schoeller : Enzo, petit
- 2009 : Mensch de Steve Suissa : Max Hazak
- 2010 : L'Immortel de Richard Berry : Anatole Matteï, le fils de Charly Matteï
- 2011 : Case départ de Lionel Steketee, Fabrice Éboué et Thomas N'Gijol : Victor Jourdain
- 2012 : L'Œil de l'astronome de Stan Neumann : le petit
- 2013 : Une place sur la Terre de Fabienne Godet : Matéo
- 2014 : Mea Culpa de Fred Cavayé : Théo
- 2015 : L'homme de l'île Sandwich (court métrage) de Levon Minasian : Lio
- 2017 : Rattrapage de Tristan Séguéla : Brandon, le frère de Dylan
- 2017 : Nos patriotes de Gabriel Le Bomin : Célestin
- 2018 : Monsieur je sais tout de Stephan Archinard et François Prévôt-Leygonie : Léonard, le neveu de Vincent Barteau
- 2021 : Hommes au bord de la crise de nerfs d'Audrey Dana : Eliott
- 2022 : Frère et Sœur d'Arnaud Desplechin : Joseph

### Télévision

#### Téléfilms
- 2017 : Marie de Bourgogne d'Andreas Prochaska : le futur roi Charles VIII de France, fils de Louis XI
- 2021 : La Meute de Sofia Alaoui : Léo
- 2022 : Diane de Poitiers de Josée Dayan : Barthélémy

#### Séries télévisées
- 2016 : Les Témoins de Marc Herpoux et Hervé Hadmar : l'enfant au bâton (saison 2, 8 épisodes)
- 2017 : Marie de Bourgogne et Maximilien : Dauphin Charles (3 épisodes)
- 2017 : Tunnel d'Anders Engstrom et Gilles Bannier : Charlie Moreau (saison 3, 6 épisodes)
- 2021 : Sam de Claire Lemaréchal : Fernand (2 épisodes)
- 2021 : Disparu à jamais : (jeune) Ostertag
- 2021 : Germinal de David Hourrègue : Jeanlin Maheu
- 2023 : Balthazar de Clotilde Jamin et Clélia Constantine : Léo Robin
- 2023 : Lycée Toulouse-Lautrec de Nicolas Cuche et Stéphanie Murat : Corto
- 2023 : Capitaine Marleau de Josée Dayan, épisode Grand Hôtel : Simon junior

## Distinctions
- 2015 : prix d'interprétation masculine au Festival international du film de Vebron, pour L'homme de l'île Sandwich de Levon Minasian